# Phalacrocorax brasilianus
Phalacrocorax brasilianus е вид птица от семейство Phalacrocoracidae. Видът е незастрашен от изчезване.

## Разпространение
Разпространен е в Антигуа и Барбуда, Аржентина, Аруба, Бахамски острови, Барбадос, Белиз, Боливия, Бразилия, Кайманови острови, Чили, Колумбия, Коста Рика, Куба, Доминика, Еквадор, Ел Салвадор, Френска Гвиана, Гваделупа, Гватемала, Гвиана, Хондурас, Мартиника, Мексико, Монсерат, Никарагуа, Панама, Парагвай, Перу, Пуерто Рико, Сейнт Китс и Невис, Сейнт Лусия, Сейнт Винсент и Гренадини, Суринам, Тринидад и Тобаго, Търкс и Кайкос, САЩ, Уругвай и Венецуела.